# Phoenix Film Critics Society Awards 2003
4° PFCS Awards

13 gennaio 2004

Miglior film:

 Il Signore degli Anelli
Il ritorno del re 
I premi del 4° Phoenix Film Critics Society Awards in onore del miglior cinema del 2003, sono stati annunciati il 13 gennaio 2004.

## Premi e nomination

### Miglior film
Il Signore degli Anelli - Il ritorno del re
- Alla ricerca di Nemo
- In America - Il sogno che non c'era
- Lost in Translation - L'amore tradotto
- La maledizione della prima luna

### Miglior regista
Peter Jackson - Il Signore degli Anelli - Il ritorno del re
- Sofia Coppola - Lost in Translation - L'amore tradotto
- Jim Sheridan - In America - Il sogno che non c'era
- Gore Verbinski - La maledizione della prima luna
- Peter Weir - Master & Commander - Sfida ai confini del mare

### Miglior attore
Ben Kingsley - La casa di sabbia e nebbia
- Johnny Depp - La maledizione della prima luna
- Paul Giamatti - American Splendor
- Bill Murray - Lost in Translation - L'amore tradotto
- Sean Penn - 21 grammi

### Miglior attrice
Naomi Watts - 21 grammi
- Scarlett Johansson - La ragazza con l'orecchino di perla
- Scarlett Johansson - Lost in Translation - L'amore tradotto
- Diane Keaton - Tutto può succedere - Something's Gotta Give
- Evan Rachel Wood - Thirteen - 13 anni

### Miglior attore non protagonista
Alec Baldwin - The Cooler
- Sean Astin - Il Signore degli Anelli - Il ritorno del re
- Benicio del Toro - 21 grammi
- Tim Robbins - Mystic River
- Ken Watanabe - L'ultimo samurai

### Miglior attrice non protagonista
Patricia Clarkson - Schegge di April
- Hope Davis - American Splendor
- Holly Hunter - Thirteen - 13 anni
- Emma Thompson - Love Actually - L'amore davvero
- Renée Zellweger - Ritorno a Cold Mountain

### Miglior cast
21 grammi
- Il Signore degli Anelli - Il ritorno del re
- Love Actually - L'amore davvero
- A Mighty Wind - Amici per la musica
- Station Agent

### Migliore sceneggiatura originale
In America - Il sogno che non c'era - Jim Sheridan, Naomi Sheridan e Kirsten Sheridan
- 21 grammi - Guillermo Arriaga
- Lost in Translation - L'amore tradotto - Sofia Coppola
- Schegge di April - Peter Hedges
- Thirteen - 13 anni - Catherine Hardwicke e Nikki Reed

### Migliore adattamento della sceneggiatura
Il Signore degli Anelli - Il ritorno del re - Fran Walsh, Philippa Boyens e Peter Jackson
- American Splendor - Shari Springer Berman e Robert Pulcini
- Big Fish - Le storie di una vita incredibile - John August
- La casa di sabbia e nebbia - Vadim Perelman e Shawn Lawrence Otto
- Master & Commander - Sfida ai confini del mare - Peter Weir e John Collee

### Miglior film di animazione
Alla ricerca di Nemo
- Koda, fratello orso

### Miglior film in lingua straniera
City of God, Brasile
- Le invasioni barbariche, Canada / Francia
- M'ama non m'ama, Francia
- L'uomo del treno, Francia
- Swimming Pool, Francia / Regno Unito

### Miglior fotografia
Il Signore degli Anelli - Il ritorno del re - Andrew Lesnie
- Ritorno a Cold Mountain - John Seale
- L'ultimo samurai - John Toll
- Master & Commander - Sfida ai confini del mare - Russell Boyd
- Il popolo migratore - Olli Barbé et al.

### Migliore scenografia
Il Signore degli Anelli - Il ritorno del re
- Abbasso l'amore
- La ragazza con l'orecchino di perla
- L'ultimo samurai
- La maledizione della prima luna

### Migliori costumi
Abbasso l'amore
- L'ultimo samurai
- Il Signore degli Anelli - Il ritorno del re
- Master & Commander - Sfida ai confini del mare
- La maledizione della prima luna

### Miglior trucco
Il Signore degli Anelli - Il ritorno del re
- Big Fish - Le storie di una vita incredibile
- La maledizione della prima luna
- The Singing Detective
- Underworld

### Miglior montaggio
Il Signore degli Anelli - Il ritorno del re - Jamie Selkirk
- 21 grammi - Stephen Mirrione
- American Splendor - Robert Pulcini
- Kill Bill: Volume 1 - Sally Menke
- Master & Commander - Sfida ai confini del mare - Lee Smith

### Migliori effetti speciali
Il Signore degli Anelli - Il ritorno del re
- Kill Bill: Volume 1
- Matrix Revolutions
- La maledizione della prima luna
- Terminator 3 - Le macchine ribelli

### Migliori musiche originali
In America - Il sogno che non c'era - "Time Enough for Tears"
- Big Fish - Le storie di una vita incredibile - "Man of the Hour"
- Ritorno a Cold Mountain - "You Will Be My Ain True Love"
- Abbasso l'amore - "Here's to Love"
- Il Signore degli Anelli - Il ritorno del re - "Into the West"

### Migliore colonna sonora
Il Signore degli Anelli - Il ritorno del re - Howard Shore
- Big Fish - Le storie di una vita incredibile - Danny Elfman
- Ritorno a Cold Mountain - Gabriel Yared
- L'ultimo samurai - Hans Zimmer
- A Mighty Wind - Amici per la musica - Christopher Guest et al.

### Migliori scelte musicali
School of Rock
- American Splendor
- Elf - Un elfo di nome Buddy
- Love Actually - L'amore davvero
- Mona Lisa Smile

### Miglior film per la famiglia
Quel pazzo venerdì
- Elf
- Holes - Buchi nel deserto
- Peter Pan
- Secondhand Lions

### Miglior attore debuttante
Brett Kelly - Babbo bastardo
- Shia LaBeouf - Holes - Buchi nel deserto
- Max Pirkis - Master & Commander - Sfida ai confini del mare
- Thomas Sangster - Love Actually - L'amore davvero
- Jeremy Sumpter - Peter Pan

### Miglior attrice debuttante
Sarah Bolger - In America - Il sogno che non c'era
- Emma Bolger - In America - Il sogno che non c'era
- Jenna Boyd - The Missing
- Keisha Castle-Hughes - La ragazza delle balene
- Evan Rachel Wood - Thirteen - 13 anni

### Migliori prestazioni dietro la cinepresa
Sofia Coppola - Lost in Translation - L'amore tradotto
- Peter Hedges - Schegge di April
- Tom McCarthy - Station Agent
- Vadim Perelman - La casa di sabbia e nebbia
- Nikki Reed - Thirteen - 13 anni

### Migliori prestazioni davanti alla cinepresa
Evan Rachel Wood - Thirteen - 13 anni
- Peter Dinklage - Station Agent
- Scarlett Johansson - Lost in Translation - L'amore tradotto
- Keira Knightley - Sognando Beckham
- Keira Knightley - La maledizione della prima luna

### Miglior film passato inosservato
Schegge di April
- Abbasso l'amore
- A Mighty Wind - Amici per la musica
- L'inventore di favole
- Station Agent